# ماجرا (فیلم ۱۹۶۰)
ماجرا (به ایتالیایی: L'Avventura) یا بازی با عشق فیلمی ایتالیایی در ژانر درام به کارگردانی میکل‌آنجلو آنتونیونی محصول سال ۱۹۶۰ است.

## خلاصه داستان
در گردشی دسته‌جمعی در یک جزیرهٔ غیرمسکونی، «آنا» (ماساری) ناپدید می‌شود و دوستانش به جستجوی او می‌پردازند. این جستجو محبوب «آنا»، «ساندرو» (فرتستی) و «کلودیا» (ویتی) را به هم نزدیک می‌کند…

## بازیگران
- گابریله فرزتی در نقش ساندرو
- مونیکا ویتی در نقش کلاودیا
- لئا ماساری در نقش آنا
- دومینیک بلانچار در نقش جولیا
- رنتسو ریچی در نقش پدر آنا
- جیمز آدامز در نقش کورادو
- دوروتی ده پولیولو در نقش گلوریا پرکینز
- للیو لوتاتسی در نقش ریموندو
- جووانی پتروچی در نقش شاهزاده گوفردو
- ازمرالدا روسپولی در نقش پاتریتسیا
- جک اوکانل در نقش مرد پیر در جزیره
- آنجلا توماسی دی لامپدوزا در نقش شاهزاده
- پروفسور کوکو در نقش اِتوره
- رناتو پینچیرولی در نقش زوریا، روزنامه‌نگار